# Paralacydes gracilis
Paralacydes gracilis là một loài bướm đêm thuộc phân họ Arctiinae, họ Erebidae.